# Hirtella gracilipes
Hirtella gracilipes är en tvåhjärtbladig växtart som först beskrevs av Joseph Dalton Hooker, och fick sitt nu gällande namn av Ghillean `Iain' Tolmie Prance. Hirtella gracilipes ingår i släktet Hirtella och familjen Chrysobalanaceae. Inga underarter finns listade i Catalogue of Life.

## Bildgalleri

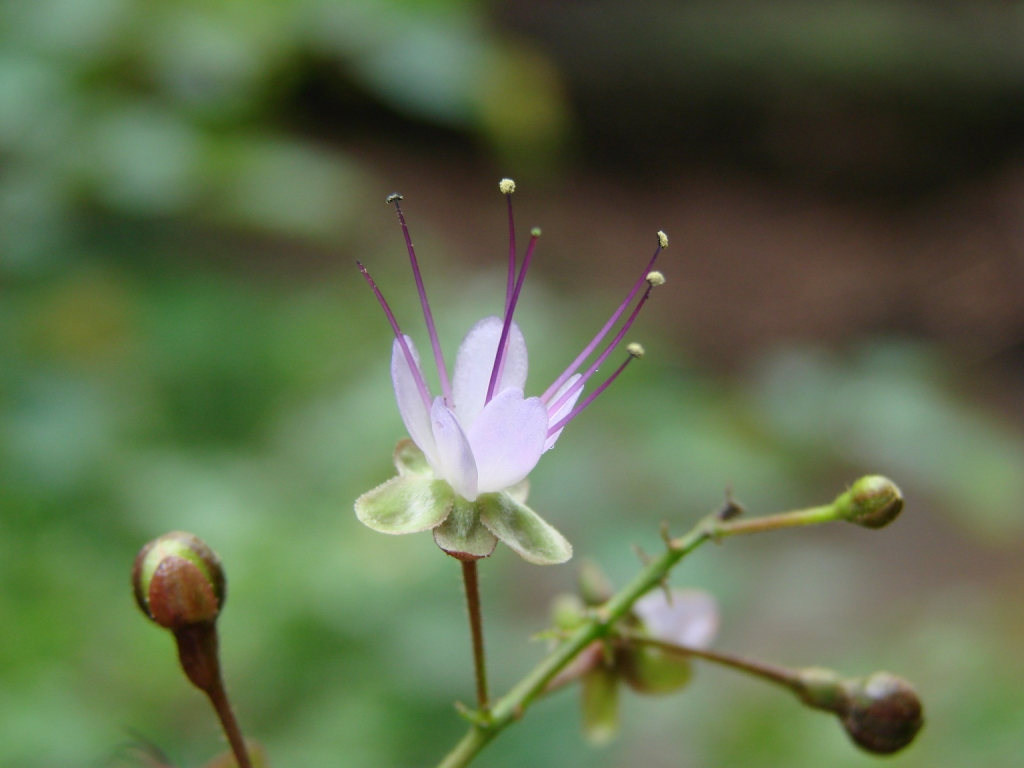
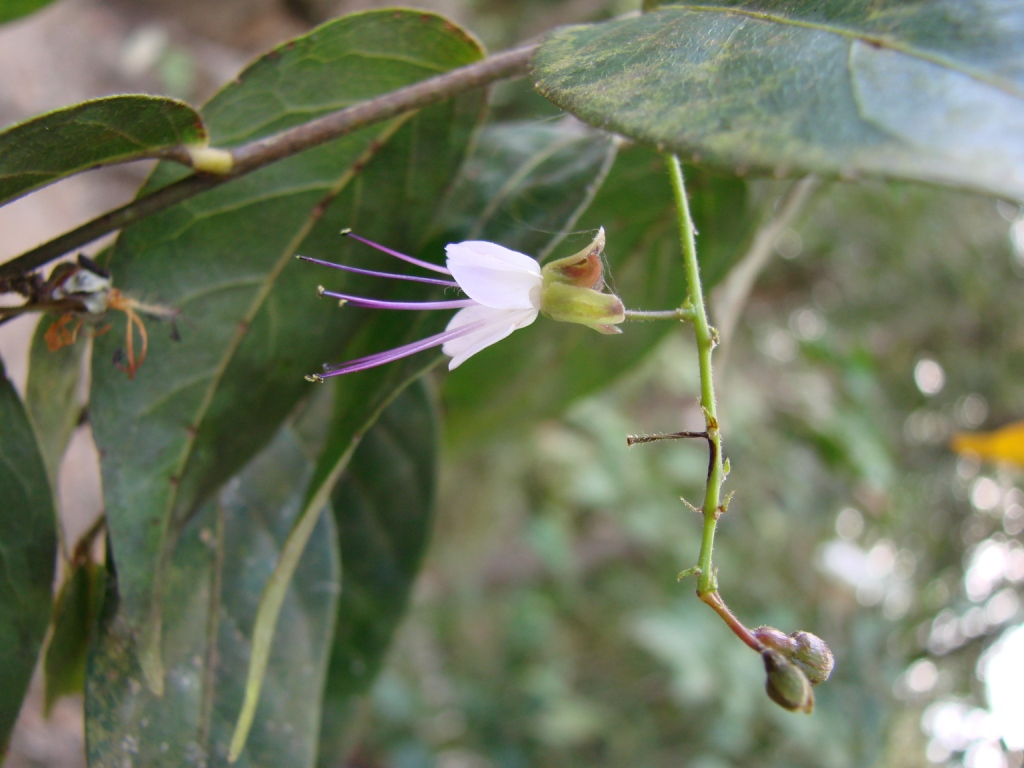
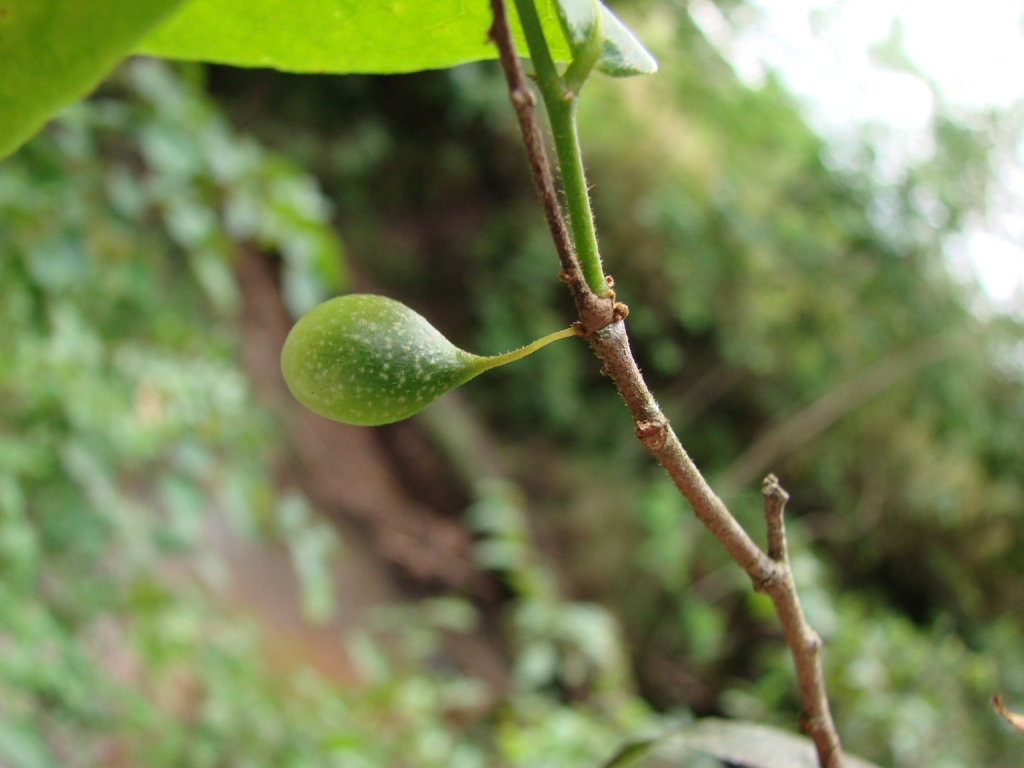